# 2005 en Belgique
Chronologie de la Belgique
- 2001
- 2002
- 2003
- 2004
- 2005
- 2006
- 2007
- 2008
- 2009

Cette page recense des événements qui se sont produits durant l'année 2005 en Belgique.

## Chronologie

### Janvier 2005
- 1er janvier : réforme de la SNCB. Création d'un gestionnaire du réseau ferré belge, Infrabel, et d'un exploitant, la SNCB, les deux étant chapeautés par SNCB-Holding.
- Du 3 au 6 janvier : premier Congrès mondial des imams et rabbins pour la paix à Bruxelles.

### Février 2005
- 2 février : révision de la Constitution portant sur l'abolition de la peine de mort.
- 22 février : 18e sommet de l'OTAN.

### Août 2005
- 9 août : l'entreprise Suez annonce le rachat d'Electrabel.

### Octobre 2005
- 4 octobre : célébrations du 175e anniversaire de la Belgique.

### Décembre 2005
- 2 décembre : le Parlement adopte un projet de loi autorisant l'adoption homoparentale.

## Culture

### Cinéma
- L'Enfant, de Luc et Jean-Pierre Dardenne, Palme d'or à Cannes.

### Littérature
- Prix Victor-Rossel : Patrick Delperdange, Chants des gorges (Sabine Wespieser).

## Sciences
- Prix Francqui : Dirk Inzé (biologie moléculaire, UGent).

## Statistiques
- Population totale au 1er janvier 2005 : 10 445 852 habitants[1].